# Canadees amateurkampioenschap golf
Het Canadees amateurkampioenschap is het belangrijkste golftoernooi voor amateurs in Canada. De eerste editie was in 1895. Het begon als een matchplay toernooi, in 1969 werd het een strokeplay toernooi en sinds 1995 werden er voorrondes in strokeplay gespeeld waarna er een matchplay toernooi wers gespeeld. In 2008 werd het weer een strokeplay toernooi.

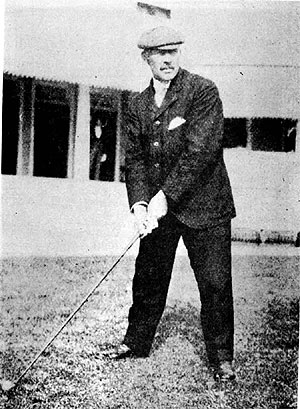
George Lyon
8-voudig Canadees Amateur

| Jaar                              | Baan                              | Winnaar                         | Score                           | Finalist                                             |
| MATCHPLAY - winnaar en finalist   | MATCHPLAY - winnaar en finalist   | MATCHPLAY - winnaar en finalist | MATCHPLAY - winnaar en finalist | MATCHPLAY - winnaar en finalist                      |
| --------------------------------- | --------------------------------- | ------------------------------- | ------------------------------- | ---------------------------------------------------- |
| 1895                              | Royal Ottawa Golf Club            | T M Harley                      | 7&5                             | A Simpson                                            |
| 1896                              | Quebec Golf Club                  | Stewart Gillespie               | 4&3                             | W A Griffith                                         |
| 1897                              | Royal Montreal Golf Club          | W A H Kerr                      | 5&4                             | T R Henderson                                        |
| 1898                              | Toronto Golf Club                 | George Lyon                     | 12&11                           | F G H Pattison                                       |
| 1899                              | Royal Ottawa Golf Club            | Vere C Brown                    | 5&3                             | Stewart Gillespie                                    |
| 1900                              | Royal Montreal Golf Club          | George Lyon                     | 38 holes                        | Gordon W. McDougall                                  |
| 1901                              | Toronto Golf Club                 | W A H Kerr                      | 1 up in 38                      | Percy Taylor                                         |
| 1902                              | Royal Montreal Golf Club          | F R Martin                      | 1 up                            | R C H Cassels                                        |
| 1903                              | Toronto Golf Club                 | George Lyon                     | 10&8                            | R S Strath                                           |
| 1904                              | Royal Montreal Golf Club          | Percy Taylor                    | 5&3                             | George S Lyon                                        |
| 1905                              | Toronto Golf Club                 | George Lyon                     | 12&11                           | R S Strath                                           |
| 1906                              | Royal Ottawa Golf Club            | George Lyon                     | 5&4                             | Douglas Laird                                        |
| 1907                              | Lambton Golf Club                 | George Lyon                     | 3&2                             | Fritz Martin                                         |
| 1908                              | Royal Montreal Golf Club          | A Wilson Jr                     | 3&2                             | Fritz Martin                                         |
| 1909                              | Toronto Golf Club                 | E Legge                         | 1 up                            | G F Moss                                             |
| 1910                              | Lambton Golf Club                 | Fritz Martin                    | 1up in 37                       | George S Lyon                                        |
| 1911                              | Royal Ottawa Golf Club            | G H Hutton                      | 1up in 39                       | A E Austin                                           |
| 1912                              | Royal Montreal Golf Club          | George Lyon                     | 6&5                             | A. Hutcheson                                         |
| 1913                              | Toronto Golf Club                 | G.H. Turpin                     | 1up                             | Gerald Lees                                          |
| 1914                              | Royal Ottawa Golf Club            | George Lyon                     | 8&7                             | Brice Evans                                          |
| 1915-1918 niet gespeeld           |                                   |                                 |                                 |                                                      |
| 1919                              | Lambton Golf Club                 | William McLuckie                | 6&4                             | G.H. Turpin                                          |
| 1920                              | Beaconsfield Golf Club            | C.B. Grier                      | 5&4                             | Tom Gillespie                                        |
| 1921                              | Winnipeg Golf Club                | Frank Thompson                  | 38 holes                        | C.W. Hague                                           |
| 1922                              | Hamilton Golf Club                | C.C. Fraser                     | 37 holes                        | Norman Scott                                         |
| 1923                              | Kanawaki Golf Club                | W.J. Thompson                   | 3&2                             | Redvers Mackenzie                                    |
| 1924                              | Rosedale Golf Club                | Frank Thompson                  | 3&1                             | Ross Somerville                                      |
| 1925                              | Royal Ottawa Golf Club            | Donald Carrick                  | 5&4                             | Ross Somerville                                      |
| 1926                              | Toronto Golf Club                 | Ross Somerville                 | 4&3                             | C.C. Fraser                                          |
| 1927                              | Hamilton Golf Club                | Donald Carrick                  | 9&8                             | Frank Thompson                                       |
| 1928                              | Summerlea Golf Club               | Ross Somerville                 | 3&2                             | William K. Lanman Jr                                 |
| 1929                              | Jasper Park Golf Club             | Eddie Held                      | 3&2                             | Gardiner White                                       |
| 1930                              | London Hunt Club                  | Ross Somerville                 | 11&10                           | J. Wood Platt                                        |
| 1931                              | Royal Montreal Golf Club          | Ross Somerville                 | 3&2                             | Arthur Yates                                         |
| 1932                              | Lambton Golf Club                 | Gordon B. Taylor                | 5&3                             | Jack A. Cameron                                      |
| 1933                              | Shaughnessy Heights Golf Club     | Albert Campbell                 | 3&2                             | Ken Black                                            |
| 1934                              | Laval-sur-le-Lac Golf Club        | Albert Campbell                 | 1up                             | Ross Somerville                                      |
| 1935                              | Hamiltin Golf & Country Club      | Ross Somerville                 | 7&6                             | Gordon Taylor Jr                                     |
| 1936                              | St Charles Country Club           | Fred Haas                       | 8&7                             | Bobby Reith                                          |
| 1937                              | Ottawa Hunt Club                  | Ross Somerville                 | 2&1                             | Phil Farley                                          |
| 1938                              | London Hunt Club                  | Ted Adams                       | 37 holes                        | Ross Somerville                                      |
| 1939                              | Mount Bruno Country Club          | Ken Black                       | 8&6                             | Henry Martell                                        |
| 1940-1945: niet gespeeld          |                                   |                                 |                                 |                                                      |
| 1946                              | Mayfair Golf & Country Club       | Henry Martell                   | 6&5                             | Ken Black                                            |
| 1947                              | Royal Quebec Golf Club            | Frank Stranahan                 | 6&5                             | Bill Ezinicki                                        |
| 1948                              | Hamilton Golf & Country Club      | Frank Stranahan                 | 9&7                             | C J Stoddard                                         |
| 1949                              | Riverside Golf Club               | Dick Chapman                    | 38 holes                        | Phil Farley                                          |
| 1950                              | Saskatoon Golf & Country Club     | Bill Mawhinney                  | 6&4                             | Nick Weslock                                         |
| 1951                              | Royal Ottawa Golf Club            | Walter McElroy                  | 2&1                             | Nick Weslock                                         |
| 1952                              | Capilano Golf & Country Club      | Larry Bouchery                  | 37 holes                        | William C. Campbell                                  |
| 1953                              | Kaniwaki                          | Don Cherry                      | 1up                             | Don Doe                                              |
| 1954                              | London Hunt Club                  | Harvie Ward                     | 5&4                             | William C. Campbell                                  |
| 1955                              | Calagry Golf & Country Club       | Moe Norman                      | 39 holes                        | Lyle Crawford                                        |
| 1956                              | Edmundston Golf Club              | Moe Norman                      | 5&4                             | Jerry Magee                                          |
| 1957                              | St Charles Country Club           | Nick Weslock                    | 9&8                             | Ted Homenuik                                         |
| 1958                              | Scarboro Golf & Country Club      | Bruce Castator                  | 1up                             | Eric Hanson                                          |
| 1959                              | Marine Drive Golf Club            | John Johnston                   | 1up                             | Gary Cowan                                           |
| 1960                              | Ottawa Hunt & Golf Club           | Keith Alexander                 | 4&3                             | Gary Cowan                                           |
| 1961                              | Edmonton Country Club             | Gary Cowan                      | 1up                             | Ted Homenuik                                         |
| 1962                              | Sunningdale Country Club          | Reg Taylor                      | 4&2                             | Tom Draper                                           |
| 1963                              | Riverside Golf Club               | Nick Weslock                    | 7&6                             | Bert Ticehurst                                       |
| 1964                              | Riverside Golf Club               | Nick Weslock                    | 1up                             | Gary Cowan                                           |
| 1965                              | Pine Ridge Golf Club              | George 'Bunky' Henry            | 1up                             | William C Campbell                                   |
| 1966                              | Summerlea Golf & Country Club     | Nick Weslock                    | 1up                             | William Brew                                         |
| 1967                              | Royal Colwood Golf & Country Club | Stuart G Jones                  | 3&2                             | Ross Murray                                          |
| 1968                              | Mayfair Golf & Country Club       | Jim Doyle                       | 4&3                             | Gary Cowan                                           |
| STROKEPLAY - winnaar en runner-up |                                   |                                 |                                 |                                                      |
| 1969                              | Westmount Golf & Country Club     | Wayne MacDonald                 | 285                             | Dick Siderowf Leonard Thompson                       |
| 1970                              | Ottawa Hunt & Country Club        | Allen Miller                    | 274                             | Dick Siderowf Jim Simons Billy Kratzert Stu Hamilton |
| 1971                              | Oakfield Golf Club                | Richard Siderowl po             | 293                             | Doug Roxburgh                                        |
| 1972                              | Earl Grey Golf Club               | Doug Roxburgh                   | 276                             | Dave Barr                                            |
| 1973                              | Summit Golf & Country Club        | George Burns III                | 284                             | Richard Ehrmanntraut Daniel O'Neill                  |
| 1974                              | Niakwa Country Club               | Doug Roxburgh                   | 280                             | Gary Cowan                                           |
| 1975                              | Riverside Golf Club               | Jim Nelford                     | 280                             | Doug Roxburgh                                        |
| 1976                              | Royal Colwood G&CC                | Jim Nelford po                  | 287                             | Rafael Alarcon                                       |
| 1977                              | Hamilton Golf and Country Club    | Rod Spittle                     | 279                             | Jim Nelford                                          |
| 1978                              | Laval-sur-le-Lac Club             | Rod Spittle                     | 276                             | Bob Mase Gary Cowan                                  |
| 1979                              | Brantford Golf Club               | Rafael Alercon                  | 282                             | Graham Cooke                                         |
| 1980                              | Halifax Golf Club                 | Greg Olson                      | 290                             | Stu Hamilton Steve Hayles                            |
| 1981                              | Calgary G&CC                      | Richard Zokol po                | 271                             | Blaine McCallister                                   |
| 1982                              | Kaniwaki                          | Doug Roxburgh po                | 287                             | Stu Hamilton Brian Christie, Jr                      |
| 1983                              | Capilano                          | Danny Mijovic                   | 277                             | Jay Sigel                                            |
| 1984                              | Sunningdale Country Club          | Bill Swartz                     | 285                             | Danny Mijovic                                        |
| 1985                              | Riverside Golf Club               | Brent Franklin po               | 283                             | Stu Hamilton                                         |
| 1986                              | Derrick                           | Brent Franklin                  | ?                               | Jack Kay Jr                                          |
| 1987                              | Mactaquac                         | Brent Franklin                  | 283                             | David Ecob                                           |
| 1988                              | Gallaghers Canyon                 | Doug Roxburgh                   | 285                             | Orrin Vincent                                        |
| 1989                              | Oakfield G&CC                     | Peter Major                     | 279                             | Harvey Ellsworth                                     |
| 1990                              | Weston Golf & Country Club        | Warren Sye                      | 281                             | Jeff Cannon Arden Knoll                              |
| 1991                              | Royal Ottawa Golf Club            | Jeff Kraemer                    | 283                             | Mike Weir Rob Anderson Steven Davies                 |
| 1992                              | Riverside Golf Club               | Darren Ritchie                  | 282                             | Mike Weir                                            |
| 1993                              | Victoria Golf Club                | Gary Simpson                    | 281                             | Stu Hamilton                                         |
| 1994                              | Hamilton Golf & Country Club      | Warren Sye po                   | 280                             | Bryan DeCorso                                        |
| MATCHPLAY - winnaar en finalist   |                                   |                                 |                                 |                                                      |
| 1995                              | Toronto Golf Club                 | Garrett Willis                  | 3&2                             | Stu Hamilton                                         |
| 1996                              | Glendale G&CC                     | Rob McMillan                    | 4&3                             | Craig Matthew                                        |
| 1997                              | The Links at Crowbush Cove        | Dale Goehring                   | 1up                             | David Anthony                                        |
| 1998                              | Hillsdale G&CC                    | Craig Matthew                   | 2&1                             | Steven Davies                                        |
| 1999                              | Rivershore Golf Links             | Han Lee                         | 1up                             | Wes Heffernan                                        |
| 2000                              | Glendale G&CC                     | Han Lee                         | 5&3                             | Blair Buttar                                         |
| 2001                              | Credit Valley G&CC                | Gareth Paddison                 | 8&7                             | Graham Cooke                                         |
| 2002                              | Fraser Edmundston Golf Club       | Dillard Pruitt                  | 6&5                             | Michael Mezei                                        |
| 2003                              | Shaughnessy Golf & Country Club   | Richard Scott                   | 4&3                             | Chris Baryla                                         |
| 2004                              | Beaconsfield Golf Club            | Darren Wallace                  | 5&3                             | Marc Bourgeois                                       |
| 2005                              | Bell Bay Golf Club                | Richard Scott                   | 10&8                            | Jay Snyder                                           |
| 2006                              | Mississaugua Golf & Country Club  | Richard Scott                   | 2&1                             | Todd Halpen                                          |
| 2007                              | Riverside Golf Club               | Nick Taylor                     | 38 holes                        | Michael Knight                                       |
| STROKEPLAY - winnaar en runner-up |                                   |                                 |                                 |                                                      |
| 2008                              | Paradise Canyon G&CC              | Cam Burke                       | 274                             | Scott Stiles Eugene Wong                             |
| 2009                              | Club de golf Le Blainvillier      | Cam Burke                       | 275                             | Mitch Sutton                                         |
| 2010                              | London Hunt Club & Redtail G&CC   | Albin Choi                      | 271                             | Eugene Wong                                          |
| 2011                              | Niakwa Country Club               | Mackenzie Hughes                | 274                             | Albin Choi                                           |
| 2012                              | Niakwa Country Club               | Mackenzie Hughes                | 276                             | Brian Churchill-Smith 277 Chris Hemmerich 277        |
| 2013                              | Royal Colwood Golf Club, BC       | Eli Cole                        | 276                             | Corey Conners 277 Taylor Pendrith 277                |
| 2014                              | Elmhurst Golf Club, MAN           | James Beale po                  | 276                             | Jonathan Garrick 276 Taylor Pendrith 276             |
| 2015                              | Weston Golf and Country Club, ONT | Billy Kennerly                  | 275                             | Hugo Bernard 281 Garrett Rank 281 Jake Shuman 281    |